# Dong (Einheit)
Dong war eine Masseneinheit in der zentralvietnamesischen Region Annam.
- 1 Dong = 10 Fahn = 100 Li = 1000 Hao = 10.000 Hot = 3,905 Gramm
- 10 Dong = 1 Lüong/Luong/Tael
- 160 Dong = 1 Kahn